# The Great Songs
『The Great Songs』（ザ・グレイト・ソングス）は、PUSHIMのカヴァーアルバム。2012年4月20日にキューンミュージックから発売された。

## 解説
PUSHIM初のカヴァーアルバム。カヴァー曲もJ-POPから洋楽、アニメ主題歌とヴァラエティにとんでている。

## 収録曲
1. 星影の小径
小畑実のカヴァー。
2. 瑠璃色の地球
松田聖子のカヴァー。
3. ONE LOVE
ボブ・マーリィのカヴァー。
4. はじまりはいつも雨
ASKAのカヴァー。
5. Hello,my friend
松任谷由実のカヴァー。
6. Human Nature
マイケル・ジャクソンのカヴァー。
7. リンゴ追分
美空ひばりのカヴァー。
8. 裸足のフローネ
アニメ『家族ロビンソン漂流記 ふしぎな島のフローネ』主題歌で潘恵子のカヴァー。
9. ENDLESS STORY
REIRA starring YUNA ITOのカヴァー。
10. Is this love feat.CHEHON
globeのカヴァー。
11. 笑えれば
ウルフルズのカヴァー。